# Domruine von Hamar

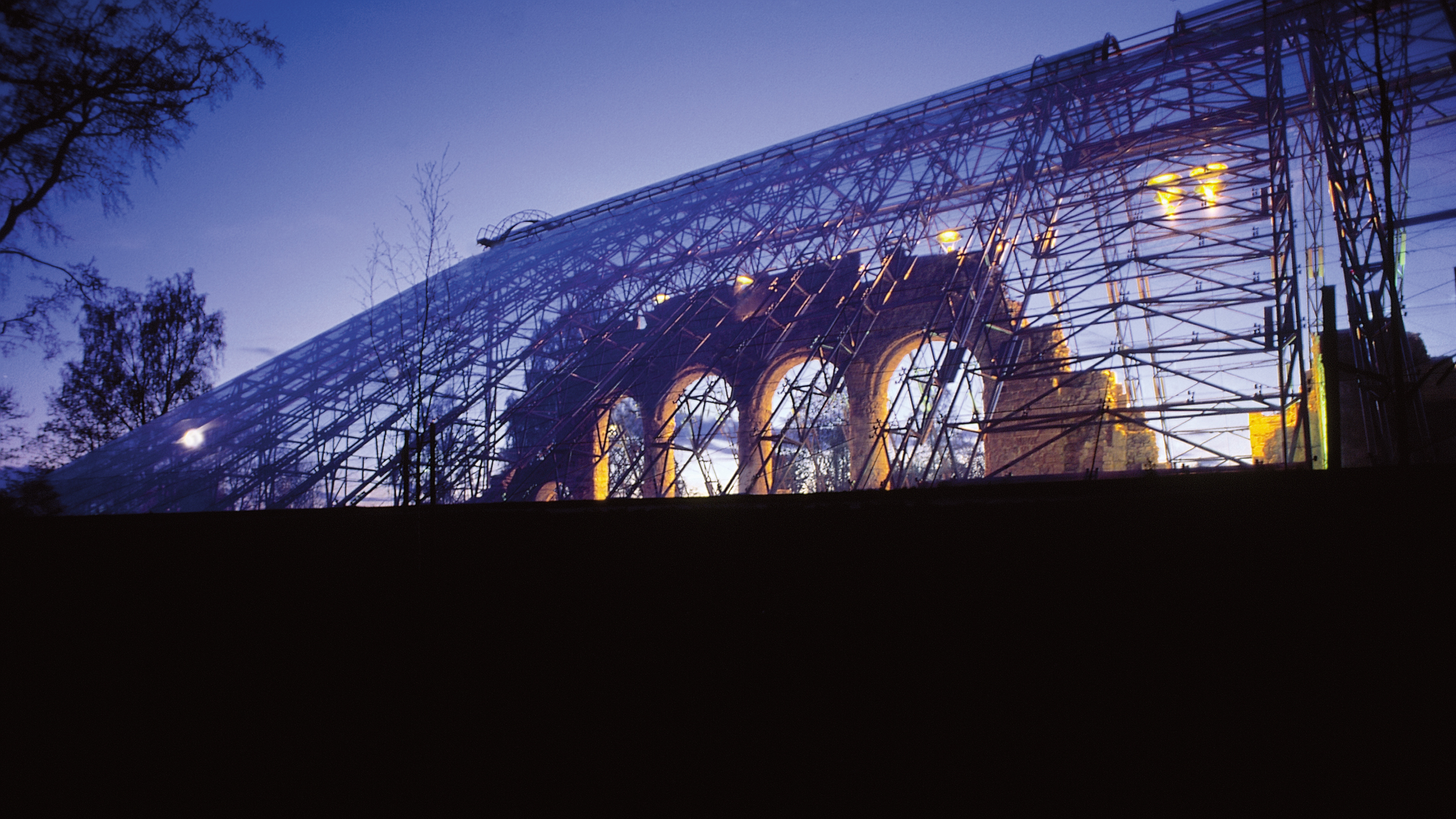
Ruine unter dem Schutzdach

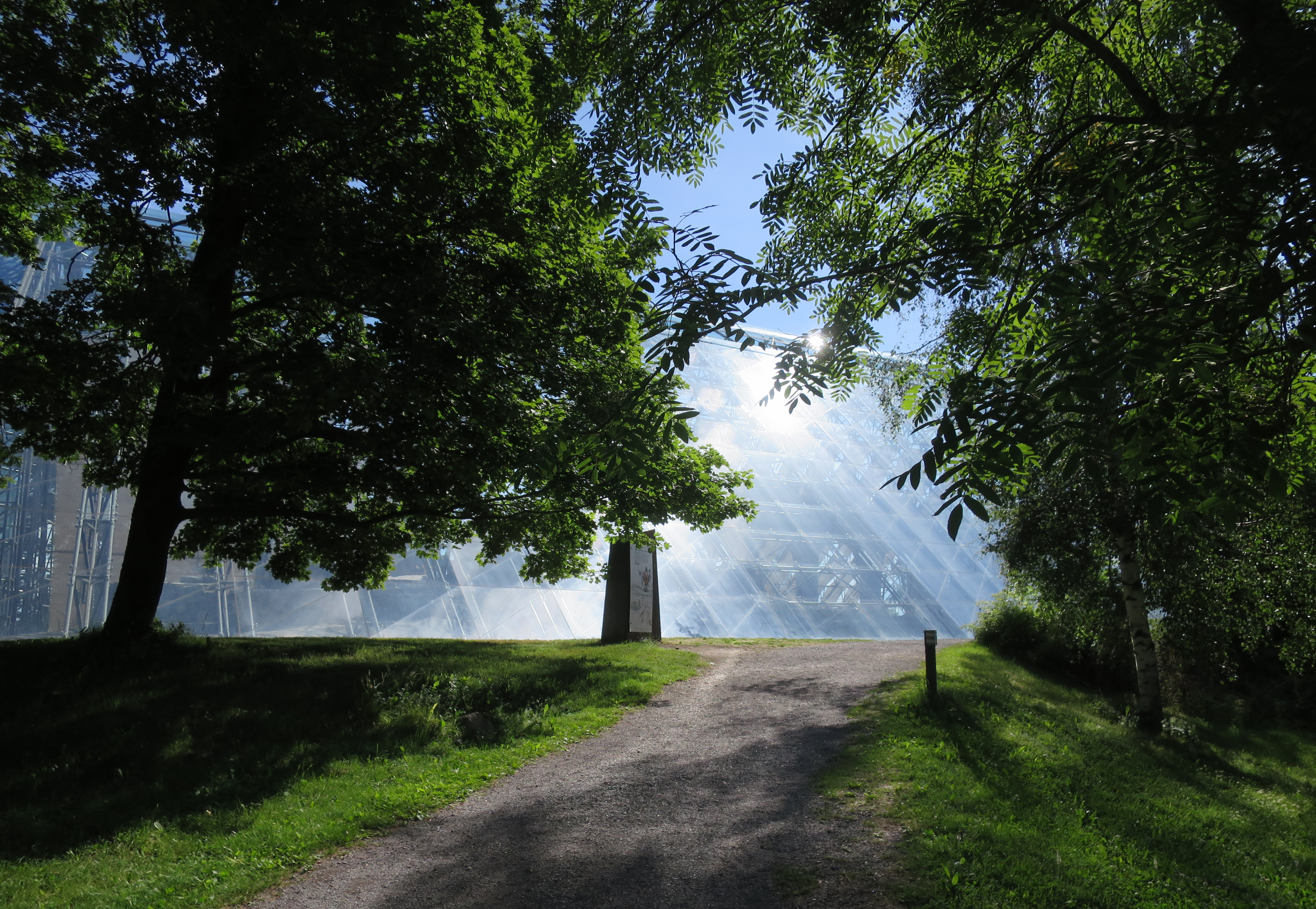
Schutzgebäude von Norden

Der mittelalterliche Dom von Hamar war die zentrale Kirche des 1152 errichteten Bistums Hamar in Norwegen. In Folge der Aufgabe des Bistums nach der Reformation verfiel die Kirche. Heute sind bauliche Reste als Ruine erhalten.

## Geografische Lage
Der Dom erhob sich an erhöhter Stelle auf der Halbinsel Domkirkeodden im See Mjøsa und war für Schiffe von weitem sichtbar.
Heute liegt die Anlage am westlichen Rand der Innenstadt des Mitte des 19. Jahrhunderts neu und weiter östlich gegründeten Hamar in einem museal genutzten Freigelände, das auch die Reste der ehemaligen Bischofsresidenz umfasst.

## Geschichte

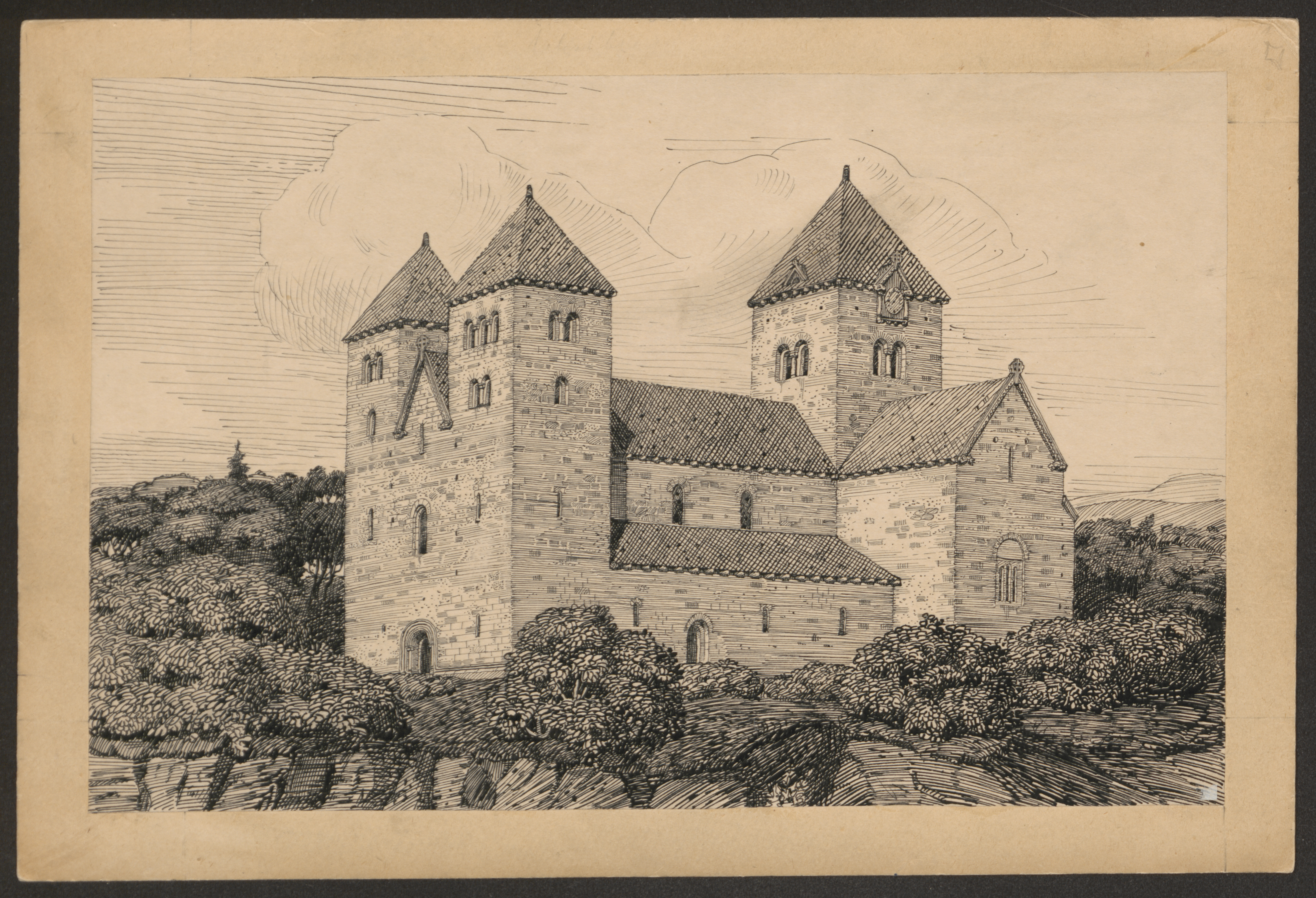
Zeichnerische Rekonstruktion des Aussehens vor der Zerstörung, Olaf Nordhagen

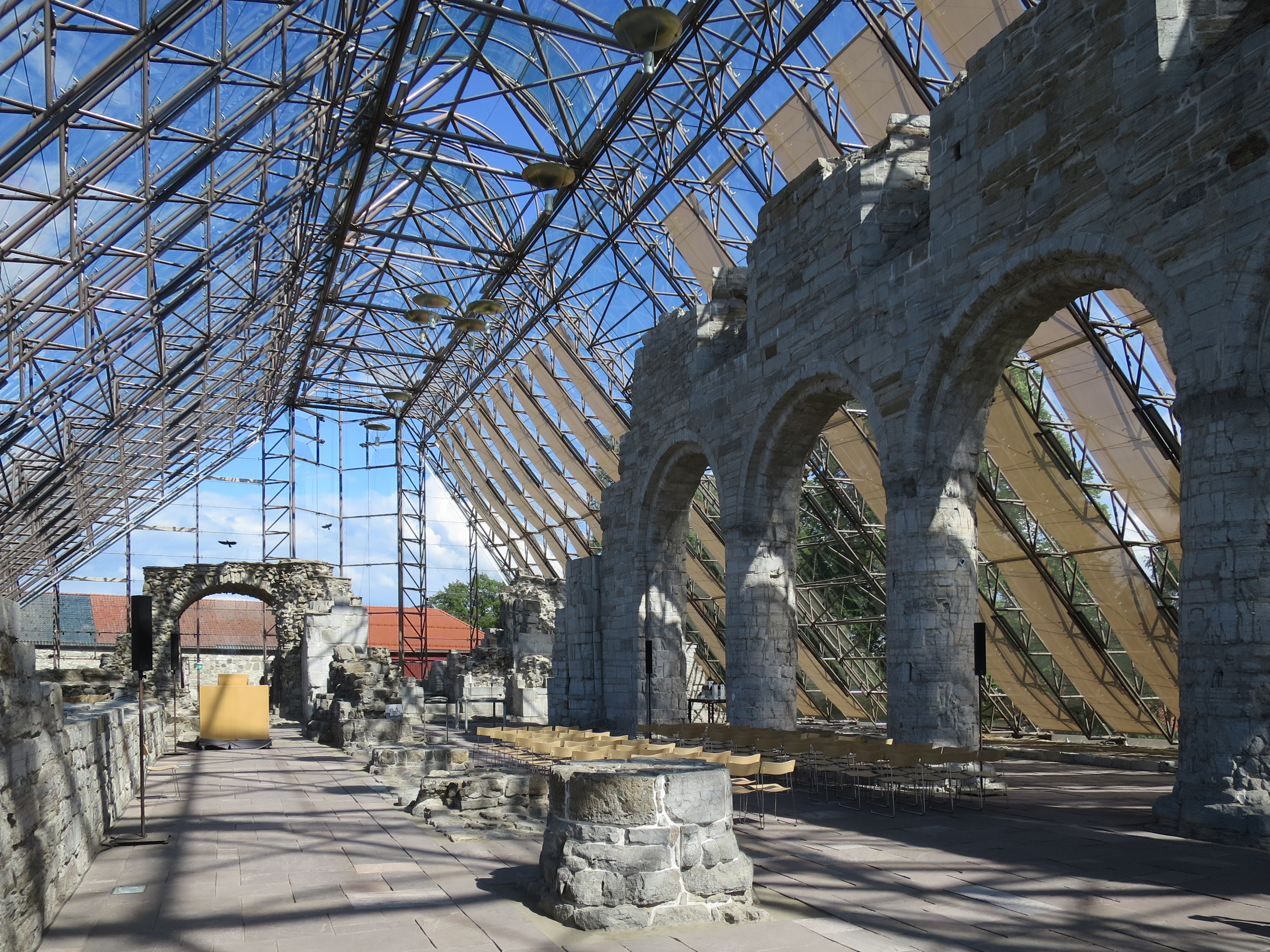
Blick nach Osten

### Mittelalter und frühe Neuzeit
Das Bistum wurde 1152 eingerichtet, was seitens des Papstes 1154 bestätigt wurde. Kurz darauf wurde der Bau des Domes in romanischem Stil begonnen.:20
Während und nach der Reformation wurde die Kirche zunächst weiterhin für Gottesdienste genutzt, aber wohl nur noch ungenügend instand gehalten, denn es gab keinen Bischof mehr vor Ort. Letztendlich wurde die Diözese Hamar mit dem Bistum Oslo vereinigt. Die Bedeutung der Gemeinde sank innerhalb weniger Jahre drastisch, ein Bedarf für die nun viel zu große Kirche bestand nicht mehr. Als schwedisches Militär 1567 im Dreikronenkrieg den nun als königlich dänisch-norwegischen Stützpunkt genutzten ehemaligen Bischofshof in Brand schoss, griff das Feuer auf den Dachstuhl der benachbarten Kirche über. Das hatte zur Folge, dass die Kirche zunächst als Ruine liegenblieb. Auch der Königshof wurde nicht wieder aufgebaut, die Verwaltung nach Oslo verlegt. Hamar fiel anschließend wüst. In der Folge versuchten verbliebene Domherren das Geld für einen Wiederaufbau aufzutreiben, der in den Jahren 1570 bis 1584 auch angegangen wurde. Zumindest der Chor hatte wieder ein Dach und Gottesdienste konnten dort stattfinden. Dann blieb dieser Versuch stecken – es gab einfach keinen Bedarf mehr für die riesige Kirche, weit ab von jeder größeren Siedlung. Die Kirche verfiel in den folgenden Jahrhunderten: 1670 stürzte der Westgiebel ein, 1692 der Vierungsturm. Das Gebäude war in der Folge ein riesiger Trümmerhaufen. Der wurde genutzt, indem das herumliegende Baumaterial in Neubauten der Umgebung wanderte und der Kalkstein wurde an Ort und Stelle zum Kalkbrennen verwendet, eine Aktivität, die sich bis in die Mitte des 19. Jahrhunderts erstreckte.:20

### Neuzeit
Nach der Neugründung von Hamar Mitte des 19. Jahrhunderts und der Wiedererrichtung eines Bistums Hamar wurde 1866 der neue Dom weiter östlich in der Innenstadt von Hamar geweiht.
Ab dieser Zeit begannen vor dem Hintergrund der norwegischen Nationalromantik erste Initiativen, die verbliebenen Reste zu erhalten. Der Trümmerschutt wurde beseitigt. Zwischen 1884 und 1985 gab es eine Ganze Reihe von Konservierungen und Restaurierungen an dem Gebäude. Die waren nur teilweise erfolgreich, da weiterhin Wasser in das Mauerwerk eindrang, in der kalten Jahreszeit gefror und dann Teile absprengte. Das führte zu dem Entschluss, die Ruine mit einem Schutzbau einzuhausen. 1987 fand dazu ein Architekturwettbewerb statt, der von dem Architekten Kjell Lund und dem Büro Lund & Slaatto gewonnen wurde. Die Bauarbeiten starteten im Dezember 1996 und die Einweihung fand im August 1998 statt.:35 Die Kosten in Höhe von 76 Mio. NKR wurden zum Großteil über Spenden finanziert. Bevor die Bauarbeiten begonnen hatten, wurde im Bereich der Ruine umfangreich archäologisch ausgegraben.:20
Beim Übergang ins 21. Jahrhundert wurde die Domkirche zum Tusenårssted der Kommune Hamar gewählt.

## Bauwerke

### Kirchenrest
Als Baumaterial für den Dom diente Kalkstein aus dem Steinbruch Helgøya auf einer Insel im Mjøsa-See.:20 Das Gebäude war ursprünglich etwa 47 m lang und etwa 35 m breit. Mit großer Wahrscheinlichkeit hatte die Kirche zwei Türme über der Westfassade und einen weiteren über der Vierung. Die gestalterische Ausführung war schlicht und es gab nur wenig Baudekoration.:20 Vorbild war die historische Kirche St. Hallvard in Oslo.:21 Die Kirche war eine dreischiffige Basilika, die zunächst eine flache Holzdecke hatte.
Im 14. und 15. Jahrhundert fanden Erweiterungen und Umbauten im gotischen Stil statt. Das betraf den Chorbereich. Der romanische Chor hatte eine kurze, runde Apside als Abschluss. Dieser Abschluss wurde bei der gotischen Erweiterung wurde um 10 m nach Osten verlegt, so dass die Kirche nun 57 m lang war, und er erhielt Seitenkapellen. Weiter wurde das Mittelschiff nun mit einem Kreuzrippengewölbe eingewölbt und erreichte eine Höhe von etwa 22 m. Die Rippen waren aus Ziegelsteinen aufgemauert, die Schlusssteine aus rotem Buntsandstein gefertigt. In dieser Zeit entstand auch das Kapitelhaus an der Nordseite der Kirche und der Vierungsturm wurde erhöht:22, so dass dieser nun etwa 50 m hoch war. Die Erweiterungen wurden in unbehauenem Bruchstein ausgeführt, weshalb davon auszugehen ist, dass die Wände verputzt waren.:25 Der Altarblock steht bis heute in situ an der ursprünglichen Stelle. Im Westen des Mittelschiffs befand sich eine Empore, im Erdgeschoss der Westtürme gab es Kapellen.
Der Kirchenrest ist aufgrund seiner historischen Bedeutung für die norwegische (Kirchen)geschichte ein Objekt von nationalem Interesse, ebenso auch als authentische mittelalterliche Stätte und damit aufgrund der Vorgaben des norwegischen Denkmalrechts ein Kulturdenkmal.
Der Kirchenrest ist zugleich weiterhin eine Kirche und wird gelegentlich für Gottesdienste, insbesondere anlässlich von Hochzeiten genutzt.

### Schutzgebäude

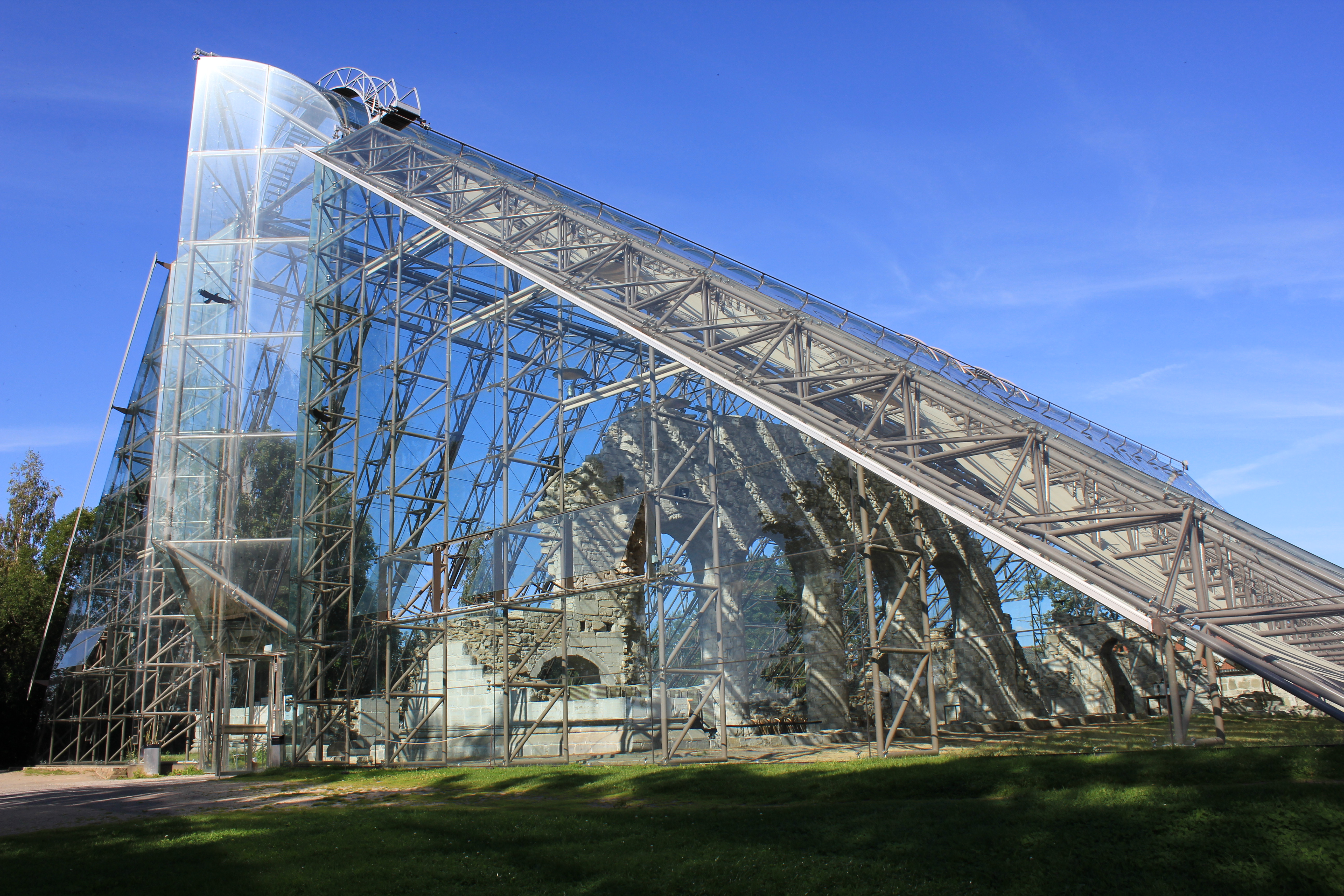
Schutzgebäude

Das Schutzgebäude ist eine freistehende Stahl-Glas-Konstruktion auf einem Betonsockel. Die Gestaltung sorgt für eine hohe Transparenz. Die Konstruktion ohne Stützen erlaubt es der Ruine, frei im Raum zu stehen, und ermöglicht es, sie auch von außen ungestört wahrzunehmen. Das Gebäude ist zeltartig gestaltet, mit zwei parallelen, längs verlaufenden sich im Giebel vereinigenden Flächen und zwei senkrecht stehenden Giebelwänden. Die Form ist auf die unterschiedlichen Neigungen des Geländes und die verbliebenen Teile der Ruine abgestimmt. Damit sich das Gebäude besser in die Landschaft einfügt und weicher wirkt, sind die Seiten leicht gebogen. Das Schutzgebäude ist inzwischen selbst ein Kulturdenkmal.

## Gegenwart
Die Anlage ist Teil des Hedmark Museums (Hedmarkmuseet). Sie wird als Kulturdenkmal von der Stiftung Domkirkeodden betreut.